# Elasmopus thomasi
Elasmopus thomasi is een vlokreeftensoort uit de familie van de Maeridae. De wetenschappelijke naam van de soort is voor het eerst geldig gepubliceerd in 1994 door Ortiz & Lalana.